# Vicepresidente eletto degli Stati Uniti d'America

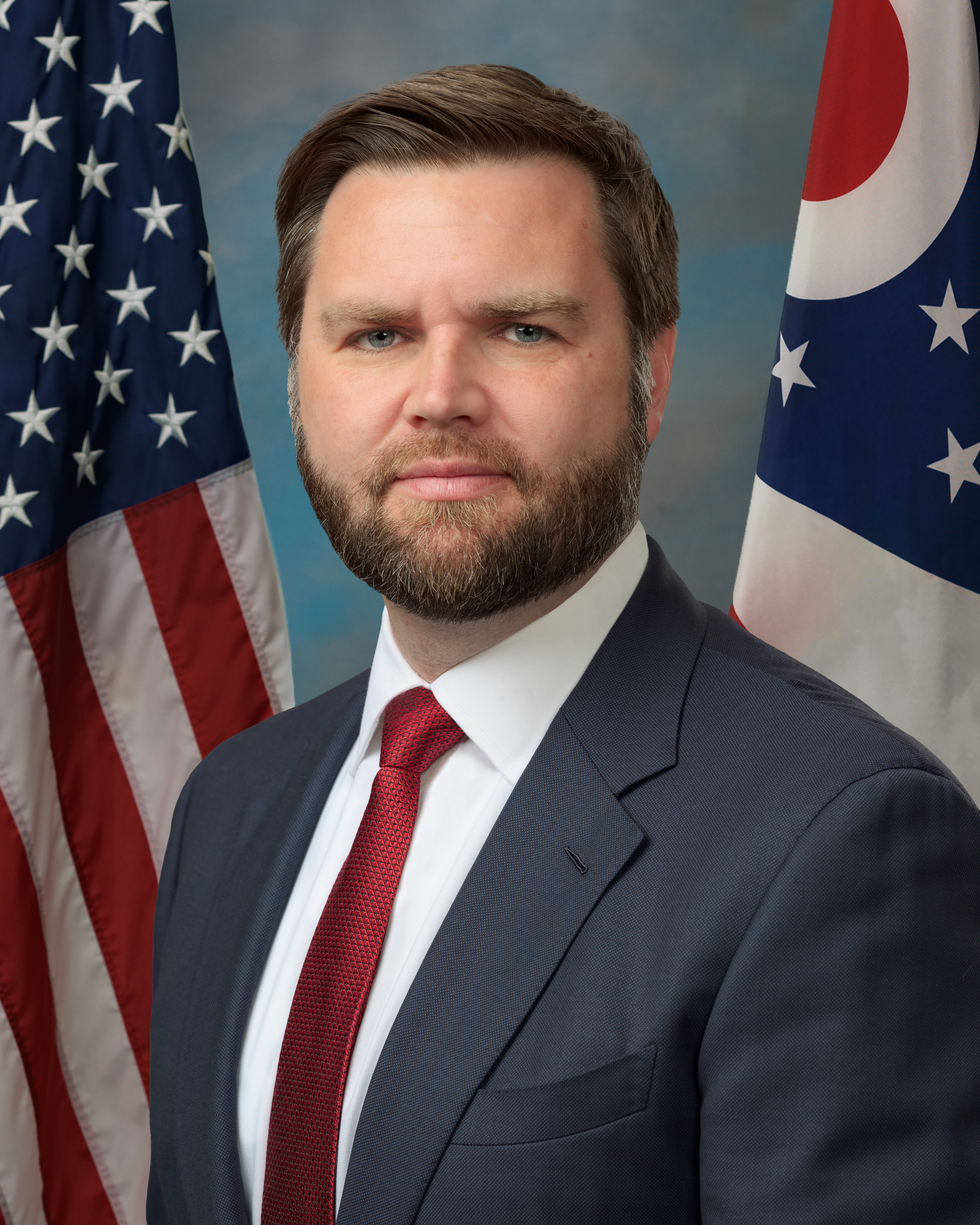
J. D. Vance, attuale Vicepresidente eletto

Vicepresidente eletto degli Stati Uniti d'America (in inglese Vice President-elect of the United States) è il titolo usato per designare il candidato che è stato eletto alla carica di Vicepresidente degli Stati Uniti nel lasso di tempo tra le elezioni presidenziali, che si tengono ogni quattro anni a novembre, e il suo insediamento, che si tiene il successivo 20 gennaio.
Nella Costituzione degli Stati Uniti non vi è alcuna indicazione esplicita su quando quella persona diventi effettivamente vicepresidente eletto, sebbene il ventesimo emendamento utilizzi il termine "vicepresidente eletto", conferendogli così una giustificazione costituzionale.
Il termine non viene usato nel caso di un vicepresidente in carica che viene rieletto, perché questi ricopre già la carica e non è in attesa di diventare vicepresidente. 
Dopo le elezioni del 2024, l'attuale vicepresidente eletto è J. D. Vance.

## Ruolo nella transizione presidenziale
Similmente al presidente eletto, la General Services Administration è autorizzata dal Presidential Transition Act del 1963 a fornire al vicepresidente eletto finanziamenti, spazi per uffici e vari servizi governativi (come trasporti e comunicazioni) per assecondare il suo ruolo nella transizione tra le amministrazioni presidenziali.
Il ruolo svolto dai vari vicepresidenti eletti nelle transizioni presidenziali degli Stati Uniti è stato diverso.
Due vicepresidenti eletti sono stati incaricati delle transizioni presidenziali in qualità di presidenti formali, Dick Cheney nella transizione presidenziale di George W. Bush (2000-01) e Mike Pence nella transizione presidenziale di Donald Trump (2016-17).
Bill Clinton coinvolse pesantemente il vicepresidente eletto Al Gore nella sua transizione del 1992-93, includendolo in un gruppo di confidenti che si unirono a Clinton nel prendere molte delle principali decisioni della transizione. Jimmy Carter permise al vicepresidente eletto Walter Mondale di svolgere un ruolo nella sua transizione del 1976-77, consentendogli anche di fornire un contributo su alcuni individui presi in considerazione per ruoli nell'amministrazione.
Alcuni presidenti eletti hanno escluso i loro vicepresidenti eletti dal giocare un ruolo significativo nella loro transizione. Ad esempio, nella transizione del 1952-53 di Dwight D. Eisenhower, il vicepresidente eletto Richard Nixon non ha giocato un ruolo attivo. Durante la transizione del 1968-69 di Nixon, il vicepresidente eletto Spiro Agnew venne coinvolto in minima parte.

## Procedura per la sostituzione
Se il vicepresidente eletto muore o si dimette prima della riunione di dicembre del Collegio elettorale, il comitato nazionale del partito vincitore, in accordo con il presidente eletto, sceglierà un sostituto che riceverà i voti elettorali come candidato vicepresidente. Supponendo che il numero richiesto di elettori abbia accettato di votare per il candidato sostituto, quella persona diventerebbe quindi il vicepresidente eletto. Se la carica di vicepresidente eletto dovesse divenire vacante dopo che i voti elettorali sono stati espressi, la maggior parte delle autorità sostiene che non verrebbe scelto alcun sostituto e che il nuovo presidente (dopo l'entrata in carica) nominerebbe un vicepresidente, secondo le disposizioni del venticinquesimo emendamento.

## Lista di vicepresidenti eletti
| Vicepresidente eletto | Vicepresidente eletto  | Partito | Partito                  | Elezione        | Inizio mandato  |
| --------------------- | ---------------------- | ------- | ------------------------ | --------------- | --------------- |
| 1                     | John Adams             |         | Indipendente             | 1789            | 30 aprile 1789  |
| 2                     | Thomas Jefferson       |         | Democratico-Repubblicano | 1796            | 4 marzo 1797    |
| 3                     | Aaron Burr             | 1800    | Democratico-Repubblicano | 4 marzo 1801    |                 |
| 4                     | George Clinton         | 1804    | Democratico-Repubblicano | 4 marzo 1805    |                 |
| 5                     | Elbridge Gerry         | 1812    | Democratico-Repubblicano | 4 marzo 1813    |                 |
| 6                     | Daniel D. Tompkins     | 1816    | Democratico-Repubblicano | 4 marzo 1817    |                 |
| 7                     | John C. Calhoun        | 1824    | Democratico-Repubblicano | 4 marzo 1825    |                 |
| 8                     | Martin Van Buren       |         | Democratico              | 1832            | 4 marzo 1833    |
| 9                     | Richard Mentor Johnson | 1836    | Democratico              | 4 marzo 1837    |                 |
| 10                    | John Tyler             |         | Whig                     | 1840            | 4 marzo 1841    |
| 11                    | George M. Dallas       |         | Democratico              | 1844            | 4 marzo 1845    |
| 12                    | Millard Fillmore       |         | Whig                     | 1848            | 4 marzo 1849    |
| 13                    | William R. King        |         | Democratico              | 1852            | 4 marzo 1853    |
| 14                    | John C. Breckinridge   | 1856    | Democratico              | 4 marzo 1857    |                 |
| 15                    | Hannibal Hamlin        |         | Repubblicano             | 1860            | 4 marzo 1861    |
| 16                    | Andrew Johnson         |         | Unione Nazionale         | 1864            | 4 marzo 1865    |
| 17                    | Schuyler Colfax        |         | Repubblicano             | 1868            | 4 marzo 1869    |
| 18                    | Henry Wilson           | 1872    | Repubblicano             | 4 marzo 1873    |                 |
| 19                    | William A. Wheeler     | 1876    | Repubblicano             | 4 marzo 1877    |                 |
| 20                    | Chester A. Arthur      | 1880    | Repubblicano             | 4 marzo 1881    |                 |
| 21                    | Thomas A. Hendricks    |         | Democratico              | 1884            | 4 marzo 1885    |
| 22                    | Levi P. Morton         |         | Repubblicano             | 1888            | 4 marzo 1889    |
| 23                    | Adlai Stevenson I      |         | Democratico              | 1892            | 4 marzo 1893    |
| 24                    | Garret Hobart          |         | Repubblicano             | 1896            | 4 marzo 1897    |
| 25                    | Theodore Roosevelt     | 1900    | Repubblicano             | 4 marzo 1901    |                 |
| 26                    | Charles W. Fairbanks   | 1904    | Repubblicano             | 4 marzo 1905    |                 |
| 27                    | James S. Sherman       | 1908    | Repubblicano             | 4 marzo 1909    |                 |
| 28                    | Thomas R. Marshall     |         | Democratico              | 1912            | 4 marzo 1913    |
| 29                    | Calvin Coolidge        |         | Repubblicano             | 1920            | 4 marzo 1921    |
| 30                    | Charles G. Dawes       | 1924    | Repubblicano             | 4 marzo 1925    |                 |
| 31                    | Charles Curtis         | 1928    | Repubblicano             | 4 marzo 1929    |                 |
| 32                    | John Nance Garner      |         | Democratico              | 1932            | 4 marzo 1933    |
| 33                    | Henry A. Wallace       | 1940    | Democratico              | 20 gennaio 1941 |                 |
| 34                    | Harry S. Truman        | 1944    | Democratico              | 20 gennaio 1945 |                 |
| 35                    | Alben W. Barkley       | 1948    | Democratico              | 20 gennaio 1949 |                 |
| 36                    | Richard Nixon          |         | Repubblicano             | 1952            | 20 gennaio 1953 |
| 37                    | Lyndon B. Johnson      |         | Democratico              | 1960            | 20 gennaio 1961 |
| 38                    | Hubert Humphrey        | 1964    | Democratico              | 20 gennaio 1965 |                 |
| 39                    | Spiro Agnew            |         | Repubblicano             | 1968            | 20 gennaio 1969 |
| 40                    | Walter Mondale         |         | Democratico              | 1976            | 20 gennaio 1977 |
| 41                    | George H. W. Bush      |         | Repubblicano             | 1980            | 20 gennaio 1981 |
| 42                    | Dan Quayle             | 1988    | Repubblicano             | 20 gennaio 1989 |                 |
| 43                    | Al Gore                |         | Democratico              | 1992            | 20 gennaio 1993 |
| 44                    | Dick Cheney            |         | Repubblicano             | 2000            | 20 gennaio 2001 |
| 45                    | Joe Biden              |         | Democratico              | 2008            | 20 gennaio 2009 |
| 46                    | Mike Pence             |         | Repubblicano             | 2016            | 20 gennaio 2017 |
| 47                    | Kamala Harris          |         | Democratico              | 2020            | 20 gennaio 2021 |
| 48                    | J. D. Vance            |         | Repubblicano             | 2024            | 20 gennaio 2025 |